# Constantius Chlorus
Flavius Valerius Constantius (khoảng ngày 31 tháng 3 năm 250-25 tháng 7 năm 306), thường được gọi là Constantius I hoặc Constantius Chlorus, là Hoàng đế La Mã giai đoạn năm 293-306. Ông là cha của Constantinus I và người sáng lập Nhà Constantius. Khi là Caesar, ông đã đánh bại Allectus, kẻ cướp ngôi ở Anh và tiến hành các chiến dịch dọc theo biên giới sông Rhine, đánh bại dân Alamanni và Frank. Khi trở thành Augustus trong năm 305, Constantius đã phát động một chiến dịch thành công vượt ra ngoài bức trường thành Antonine để trừng phạt dân Pict . Tuy nhiên, Constantius đột ngột qua đời ở Eburacum (York) vào năm tiếp theo. Cái chết của ông gây ra sự sụp đổ của hệ thống tứ đầu chế của hoàng đế Diocletianus.

## Cuộc đời

### Khởi nghiệp
Historia Augusta cho rằng ông là con trai của Eutropius, một quý tộc từ miền Bắc Dardania trong khu vực ngày nay là Serbia, và mẹ là Claudia, một cháu gái của các hoàng đế Claudius II và Quintillus. Các nhà sử học hiện đại nghi ngờ mối liên hệ này và cho rằng gia phải này được Constantinus I nguỵ tạo. Cha của ông, tuy nhiên, có khả năng là anh trai của Eutropia, vợ của Maximianus.
Constantius đã là một thành viên của Augusti Protectores Nostri dưới thời hoàng đế Aurelianus và chiến đấu ở phía đông chống lại Đế quốc Palmyra ly khai. Ngay sau khi ông đạt được cấp bậc tribunus trong quân đội, và trong thời gian trị vì của Carus ông được thăng chức lên vị trí praeses, thống đốc, của tỉnh Dalmatia Đã có phỏng đoán rằng ông chuyển lòng trung thành sang ủng hộ cho những tuyên bố của hoàng đế tương lai,Diocletianus, trước khi Diocletianus đánh bại Carinus, con trai của Carus, trong trận Margus vào tháng 7 năm 285.
Năm 286, Diocletianus phong cho một vị tướng đồng nghiệp, Maximianus, lên ngôi đồng hoàng đế của tỉnh phía tây, trong khi Diocletianus cai quản các tỉnh miền đông, bắt đầu quá trình mà cuối cùng phân chia Đế chế La Mã thành hai nửa, một phía Tây và một phía Đông. Vào năm 288, nhiệm kì làm thống đốc của ông kết thúc, Constantius đã được phong làm Praetorian Prefect ở phía tây dưới quyền Maximianus  Trong suốt năm 287 và vào 288, Constantius, dưới sự chỉ huy của Maximianus, đã tham gia vào một cuộc chiến tranh chống lại người Alamanni, tiến hành các cuộc tấn công vào lãnh thổ của các bộ lạc man rợ trên sông Rhine và Danube. Để tăng cường mối quan hệ giữa vua và vị tướng quân đội hùng mạnh của mình, trong năm 289 Constantius ly dị vợ (hoặc vợ lẽ) Helena, và kết hôn với con gái hoàng đế Maximianus, Theodora.

### Tấn phong làm Caesar

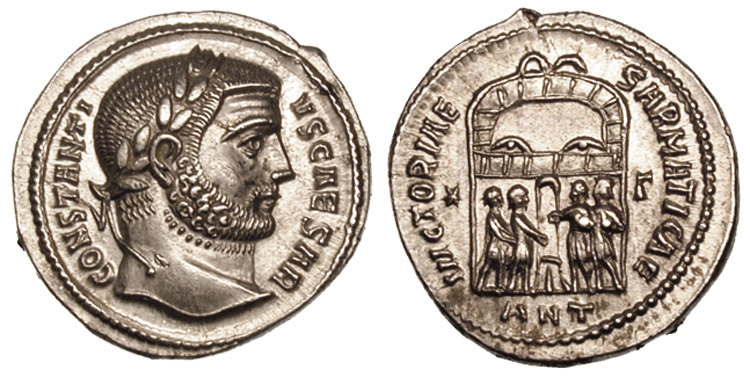
On the reverse of this argenteus struck in Antioch under Constantius Chlorus, the tetrarchs are sacrificing to celebrate a victory against the Sarmatians.

Năm 293, Diocletianus, ý thức được những tham vọng của cậu con rể của vị hoàng đế cùng cai trị với mình, cho phép Maximianus tấn phong cho Constantius trong một thỏa thuận chia sẻ quyền lực mới được biết đến như là tứ đầu chế. Diocletianus chia chính quyền của đế chế La Mã thành hai nửa, một phương Tây và một phần phía Đông. Mỗi phần sẽ được cai trị bởi một Augustus, được hỗ trợ bởi một Caesar. Cả hai Caesar có quyền thừa kế khi Augustus qua đời.
Tại Milan vào ngày 01 tháng 3, năm 293, Constantius được chính thức bổ nhiệm là Caesar của Maximianus.. Ông đã nhận tên Flavius Valerius  và được giao quyền chỉ huy của Gaul, Britannia và có thể là Hispania. Diocletianus, Augustus phía đông, để giữ sự cân bằng quyền lực của chế độ quân chủ tấn phong Galerius làm Caesar của ông, có thể vào ngày 21 tháng 5, năm 293 tại Philippopolis  Constantius có vai trò quan trọng hơn trong hai vị Caesars, và trên các tài liệu chính thức, ông luôn ưu tiên, được đề cập trước Galerius. Constantius đặt kinh đô tại Augusta Treverorum.
Nhiệm vụ đầu tiên của Constantius khi trở thành Caesar là đối phó với kẻ cướp ngôi La Mã Carausius, người đã tuyên bố mình là hoàng đế Britannia và phía bắc Gaul trong năm 286. Cuối năm 293, Constantius đã đánh bại lực lượng của Carausius ở Gaul, chiếm Bononia
Constantius đã dành hai năm tiếp theo để vô hiệu hóa mối đe dọa của người Frank, đồng minh của Allectus, và phía bắc Gaul vẫn nằm dưới sự kiểm soát của những kẻ cướp ngôi ở Britiania cho đến ít nhất năm 295  Ông cũng đã giao chiến với người Alamanni, đạt được một số thắng lợi ở cửa sông Rhine trong năm 295  Mối quan tâm hành chính đáng kể nhất là ông đã thực hiện ít nhất một chuyến đi đến Ý cũng trong thời gian này . Chỉ khi nào ông cảm thấy đã sẵn sàng (và chỉ khi Maximianus cuối cùng đã tới thay thế cho ông ở biên giới Rhine ) ông liền xây dựng hai hạm đội tàu với ý định vượt qua eo biển Anh. Hạm đội đầu tiên được giao phó cho Asclepiodotus, quan thái thú lâu năm của lực lượng vệ binh hoàng gia phục vụ dưới quyền Constantius, đã khởi hành từ cửa sông Seine, trong khi một hạm đội khác, dưới sự chỉ huy của chính Constantius, đã khởi hành từ căn cứ của ông tại Bononia . Hạm đội dưới quyền Asclepiodotus đổ bộ lên gần đảo Wight, và quân đội của ông chạm trán với quân của Allectus, kết quả là thất bại và cái chết của kẻ cướp ngôi . Constantius trong khi ấy đã chiếm London, bảo vệ thành phố khỏi một cuộc tấn công bởi lính đánh thuê Frank những người bây giờ đang lang thang ở tỉnh này mà không có ai trả lương. Constantius tàn sát tất cả bọn họ.
Constantius vẫn ở lại Britannia trong một vài tháng, thay thế hầu hết các quan chức của Allectus, và các tỉnh Anh vào thời điểm này đã có thể bị chia nhỏ theo ranh giới của cải cách hành chính mà Diocletianus thực hiện trong đế quốc. Kết quả phân chia Thượng Britannia thành Maxima Caesariensis và Britannia Prima, trong khi Flavia Caesariensis và Britannia Secunda tách ra từ Hạ Britannia. Ông cũng phục hồi trường thành Hadrianus và những pháo đài của nó.
Sau đó vào năm 298, Constantius đã chiến đấu trong trận Lingones (Langres) chống lại dân Alamanni. Ông đã bị vây ở trong thành phố, nhưng sau đó được giải vây bởi quân đội của ông sau sáu giờ, và đánh bại kẻ thù  Ông đã đánh bại họ một lần nữa tại Vindonissa (Windisch, Thụy Sĩ), qua đó tăng cường phòng thủ phòng tuyến Rhine. Năm 300, ông đã chiến đấu chống lại người Frank trên phòng tuyến Rhine, và như là một phần chiến lược tổng thể của mình để củng cố biên giới, Constantius định cư người Frank ở các vùng hoang vắng của Gaul nhằm phục hồi lại các khu vực bị tàn phá  Tuy nhiên, hơn ba năm tiếp theo, biên giới Rhine tiếp tục chiếm lĩnh sự chú ý của Constantius.
Vào năm 303, Constantius Chlorus phải đương đầu với những chiếu chỉ kêu gọi bách hại các giáo dân Ki-tô giáo. Chính Diocletianus đã ban các chiếu chỉ này, và Galerius nhiệt huyết tuân thủ theo; Galerius nhận thấy rằng Constantius có thiện cảm với các tín đồ Ki-tô giáo, và cho rằng đây là sự thúc đẩy đế nghiệp của ông tiến triển một khi Diocletianus đã già yếu. Trong Triều đình "Tứ đầu chế", Constantius là vị Hoàng đế ít thực hiện các chiếu chỉ cấm Ki-tô giáo nhất trong các tỉnh phía Tây do ông đích thân chấp chính, ông chỉ có đóng cửa một ít Nhà thờ mà thôi.

### Kế vị ngai vàng và qua đời

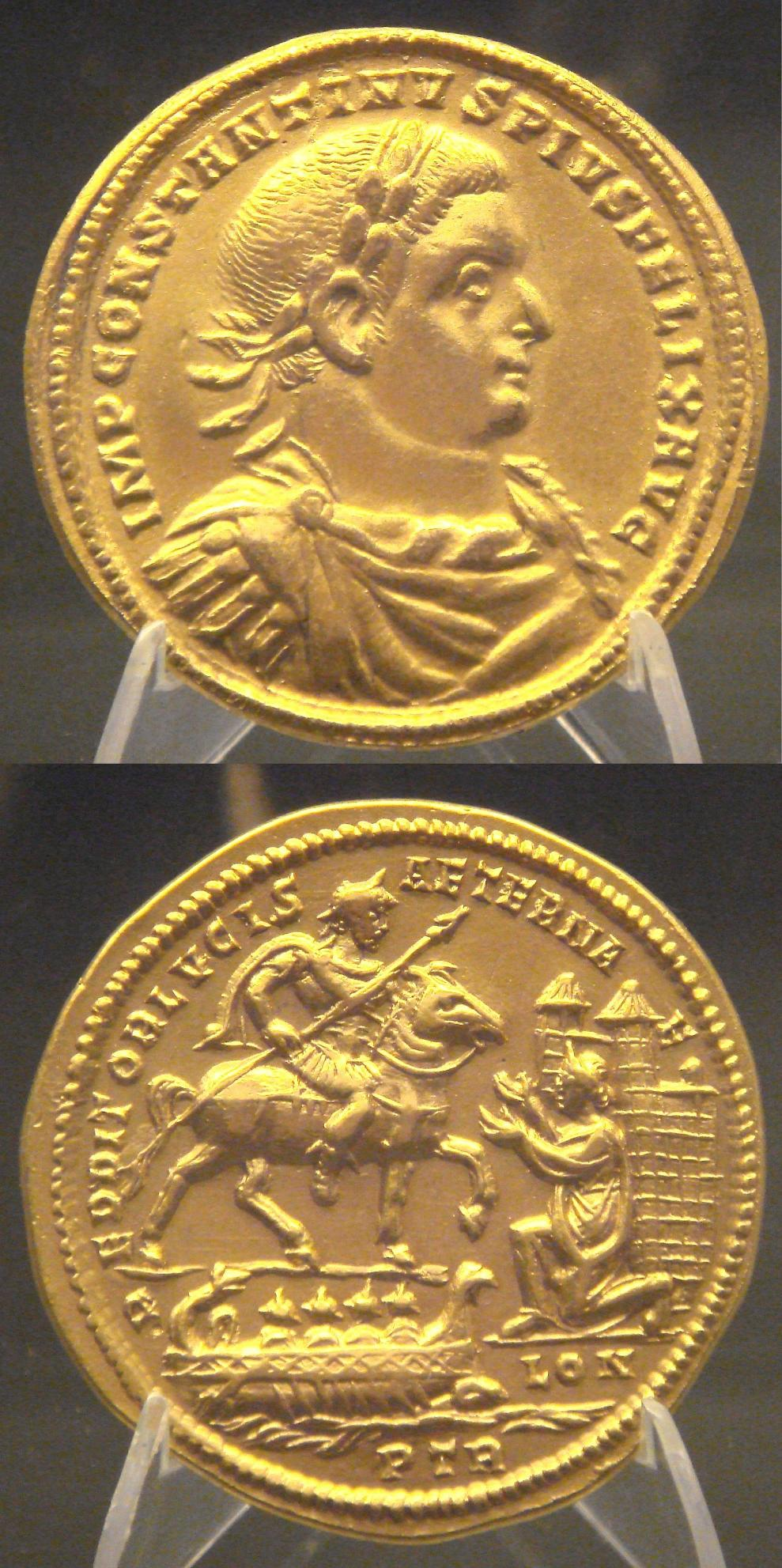
Medal of Constantius I capturing Londinium (inscribed as LON) after defeating Allectus. Beaurains hoard.

Giữa những năm 303 và 305, Galerius bắt đầu vận động để đảm bảo rằng ông sẽ có được ưu thế nhằm chiếm lấy quyền lực của Constantius sau sự ra đi của Diocletianus  Năm 304, Maximianus gặp mặt Galerius, có lẽ là để thảo luận về vấn đề kế vị và Constantius hoặc không được mời hoặc không thể tham gia do tình hình trên sông Rhine. Mặc dù đến trước năm 303 có xuất hiện ngầm thỏa thuận giữa các thành viên của Tứ Đầu Chế rằng con trai của Constantius, Constantinus và con trai của Maximianus, Maxentius được thăng lên cấp bậc Caesar một khi Diocletianus và Maximianus thoái vị. Vào cuối năm 304, Galerius đã thuyết phục Diocletianus (ông ta sau đó thuyết phục Maximianus) bổ nhiệm các ứng viên của Galerius, Severus và Maximinus Daia làm Caesar.
Diocletianus và Maximianus cùng thoái vị vào ngày 1 tháng, năm 305 có thể do tình trạng sức khỏe suy yếu của Diocletianus. Trước những đội quân tập hợp ở Milan, Maximianus cởi bỏ chiếc áo choàng màu tím của mình và trao nó cho Severus, Caesar mới, và tuyên bố Constantius là Augustus. Cảnh tượng tương tự cũng xảy ra tại Nicomedia, dưới sự ủy quyền của Diocletianus . Constantius,thường được coi là vị hoàng đế chính, cai trị các tỉnh miền Tây, trong khi Galerius cai trị các tỉnh miền đông. Constantinus, thất vọng với hy vọng để trở thành Caesar đã không còn, chạy trốn khỏi triều đình của Galerius sau khi Constantius yêu cầu Galerius phóng thích con trai của ông vì Constantius đang bị bệnh. Constantinus trở về triều đình của cha mình tại bờ biển Gaul, ngay khi Constantius đang chuẩn bị cho chiến dịch ở Anh 
Năm 305, Constantius vượt biển tới nước Anh, ông tiến quân tới phía bắc của hòn đảo và đã phát động một cuộc viễn chinh quân sự chống lại người Pict, sau đó ông tuyên bố một chiến thắng chống lại họ và danh hiệu Britannicus Maximus II vào 7 tháng 1 năm 306. Sau khi rút quân về Eboracum (York) để trú đông, Constantius lên kế hoạch để tiếp tục chiến dịch, nhưng vào ngày 25 tháng 7 năm 306, Constantius đột ngột qua đời. Khi ông hấp hối, Constantius đã dặn dò quân đội tôn con trai cả mình lên làm người kế vị. Do đó Constantinus đã được tuyên bố là hoàng đế bởi các quân đoàn ở York

## Gia đình
Constantius đã kết hôn với Helena hoặc là lấy làm vợ lẽ, bà có lẽ đến từ Nicomedia ở Tiểu Á  Họ có một con trai, Constantinus.
Sau đó, ông đã ly dị Helena và kết hôn với Theodora, con gái của Maximianus. Họ có sáu người con:
- Flavius Dalmatius
- Julius Constantius
- Hannibalianus
- Flavia Julia Constantia
- Anastasia
- Eutropia

## Truyền thuyết

### Truyền thuyết Kitô giáo
Vì là cha đẻ của Constantinus, một số truyền thuyết Kitô giáo đã xuất hiện xung quanh Constantius. Trong tác phẩm về cuộc đời Constantinus, Eusebius tuyên bố rằng bản thân Constantius là một tín đồ Kitô, mặc dù ông giả vờ là một người đa thần giáo, và trong khi là Caesar thời Diocletianus, ông đã không tham gia vào các cuộc bách hại của Hoàng đế Người vợ đầu tiên của ông, Helena, đã tìm thấy cây Thánh giá đích thực.

### Truyền thuyết của người Anh
Hoạt động của Constantius ở Anh được ghi nhớ lại trong truyền thuyết của người Anh thời trung cổ. Theo tác phẩm Lịch sử các vị vua của nước Anh của Geoffrey xứ Monmouth(năm 1136), Constantius đã được phái tới Anh theo lệnh của viện nguyên lão sau khi Asclepiodotus, ở đây là một vị vua Anh, bị lật đổ bởi Coel của Colchester. Coel đầu hàng Constantius và đồng ý cống nạp cho Roma, nhưng qua đời chỉ tám ngày sau đó. Constantius kết hôn với Helena, con gái của Coel và trở thành vua của nước Anh. Ông và Helena đã có một người con trai, Constantinus, người đã kế vị ngai vàng của nước Anh khi cha ông qua đời tại York mười một năm sau đó  Việc khẳng định Helena là người Anh trước đó đã được thực hiện bởi Henry của Huntingdon, nhưng không đúng lịch sử: Constantius đã ly dị Helena trước khi ông đến Anh.